# بيدرو غوميز كارمونا
بيدرو غوميز كارمونا (بالإسبانية: Pedro Gómez Carmona)‏ هو مدرب كرة قدم إسباني، ولد في 7 يونيو 1982 في فيتوريا-غاستيز في إسبانيا.

## وصلات خارجية
- الموقع الرسمي